# Table des caractères Unicode/U2FF0
Cette page contient des caractères spéciaux ou non latins. S’ils s’affichent mal (▯, ?, etc.), consultez la page d’aide Unicode.
Table des caractères Unicode U+2FF0 à U+2FFF.

## Sinogrammes unifiés CJC – caractères de description(Unicode 3.0 à 15.1)
Symboles de description utilisés pour les différentes écritures sinographiques hanzi des langues chinoises (dont le mandarin qui utilise le style chinois simplifié, et le cantonais qui utilise le style chinois traditionnel, et d’autres langues d’Asie du Sud-Est), ou pour décrire les sinogrammes de l’écriture kanji du japonais, ceux de l’écriture hanja du coréen traditionnel, ceux de l’ancienne écriture sinographique du vietnamien (voire parfois, mais rarement car ce n’est pas nécessaire, la composition des syllabes hangeul du coréen moderne).
Ce ne sont pas des caractères de contrôle de composition, mais des symboles graphiques de notation utilisés pour décrire la composition des clés (ou radicaux sémantiques) et traits sinographiques (ou lettres phonologiques) décrits ailleurs dans le texte et qui, assemblés, créent un autre caractère sinographique ou une syllabe plus complexe. Ils sont utilisés par exemple dans les dictionnaires de sinogrammes, notamment dans les pages d'index par radical ou par trait, ainsi que dans les définitions des entrées lexicales.
Par exemple :
- le caractère « 劜 », de composition horizontale, peut se décrire par « ⿰力乚 » ;
- le caractère « 务 », de composition verticale, peut se décrire par « ⿱夂力 » ;
- le caractère « 澈 », de composition en triptyque vertical, peut se décrire par « ⿲氵育攵 » ;
- le caractère « 因 », de composition englobante, peut se décrire par « ⿴囗大 » ;
- le caractère « 勽 », de composition enveloppante en haut et à droite, peut se décrire par « ⿹勹人 » ;
- le caractère « 坐 », qui n'a pas de structure simple, peut se décrire comme une superposition par « ⿻土从 ».

Un caractère de description supplémentaire (U+303E) a été ajouté dans le bloc Symboles et ponctuations CJS, pour décrire une variante graphique d'un composant de base ayant un usage et une sémantique différente dans le sinogramme complètement décrit.

### Table des caractères
| en fr  | 0  | 1  | 2  | 3  | 4  | 5  | 6  | 7  | 8  | 9  | A  | B  | C  | D  | E  | F  |
| U+2FF0 | ⿰ | ⿱ | ⿲ | ⿳ | ⿴ | ⿵ | ⿶ | ⿷ | ⿸ | ⿹ | ⿺ | ⿻ | ⿼ | ⿽ | ⿾ | ⿿ |
| ------ | -- | -- | -- | -- | -- | -- | -- | -- | -- | -- | -- | -- | -- | -- | -- | -- |

### Historique

#### Version initiale Unicode 3.0
| v · d · m | 0  | 1  | 2  | 3  | 4  | 5  | 6  | 7  | 8  | 9  | A  | B  | C | D | E | F |
| --------- | -- | -- | -- | -- | -- | -- | -- | -- | -- | -- | -- | -- | - | - | - | - |
| U+2FF0    | ⿰ | ⿱ | ⿲ | ⿳ | ⿴ | ⿵ | ⿶ | ⿷ | ⿸ | ⿹ | ⿺ | ⿻ |   |   |   |   |

#### Compléments Unicode 15.1
| v · d · m | 0 | 1 | 2 | 3 | 4 | 5 | 6 | 7 | 8 | 9 | A | B | C  | D  | E  | F  |
| --------- | - | - | - | - | - | - | - | - | - | - | - | - | -- | -- | -- | -- |
| U+2FF0    |   |   |   |   |   |   |   |   |   |   |   |   | ⿼ | ⿽ | ⿾ | ⿿ |